# Isländische Akademie der Wissenschaften
Die Isländische Akademie der Wissenschaften (isl. Vísindafélag Islendinga, lat. Societas scientiarum islandica) ist eine nicht staatliche wissenschaftliche Akademie in Island.
Die Akademie wurde am 1. Dezember 1918 von Mitgliedern der Universität Island mit dem Ziel gegründet, die wissenschaftliche Tätigkeit im Land zu fördern und die Stellung der Wissenschaft in der isländischen Kultur zu stärken. Das erste Präsidium am 19. Januar 1919 bestimmt: Ágúst H. Bjarnason war Präsident, Einar Arnórsson Sekretär und Guðmundur Finnbogason Schatzmeister.
Mitglieder sind aufgeteilt in „ordentliche Mitglieder“, die auf Island leben, und „korrespondierende Mitglieder“, die im Ausland leben. Ursprünglich betrug die Zahl der Mitglieder 13, doch laut Satzung der Vereinigung war die Höchstzahl 36. Zurzeit gibt es 144 ordentliche Mitglieder, plus diejenigen, die das 80. Lebensjahr vollendet haben, und die korrespondierenden Mitglieder. 
2009 gehörten dem Vorstand Einar Sigurbjörnsson als Präsident, Halldór Ármannsson als Schatzmeister und Helga Kress als Sekretär an.  
Im Juni 2019 wurde der isländische Name in Vísindafélag Íslands geändert. 
Aktuell (Stand 1/2023) sind Bylgja Hilmarsdóttir Präsidentin und Íris Ellenberger Schatzmeisterin.
Die Gesellschaft hat inzwischen über 60 Publikationen herausgegeben.